# Équipe cycliste Hagens Berman Jayco
L'équipe cycliste Hagens Berman Jayco (connue successivement sous le nom de Trek Livestrong, Bontrager, Bissell Development et Axeon) est une équipe cycliste australienne, d'origine américaine, créée en 2009 et ayant le statut d'équipe continentale. Tous les coureurs de l'équipe ont moins de 23 ans.
L'équipe est fondée en tant que filiale de l'équipe ProTour RadioShack. Elle ne doit pas être confondue avec les équipes Trek Factory Racing, Trek-Marco Polo ou Bissell.

## Histoire de l'équipe

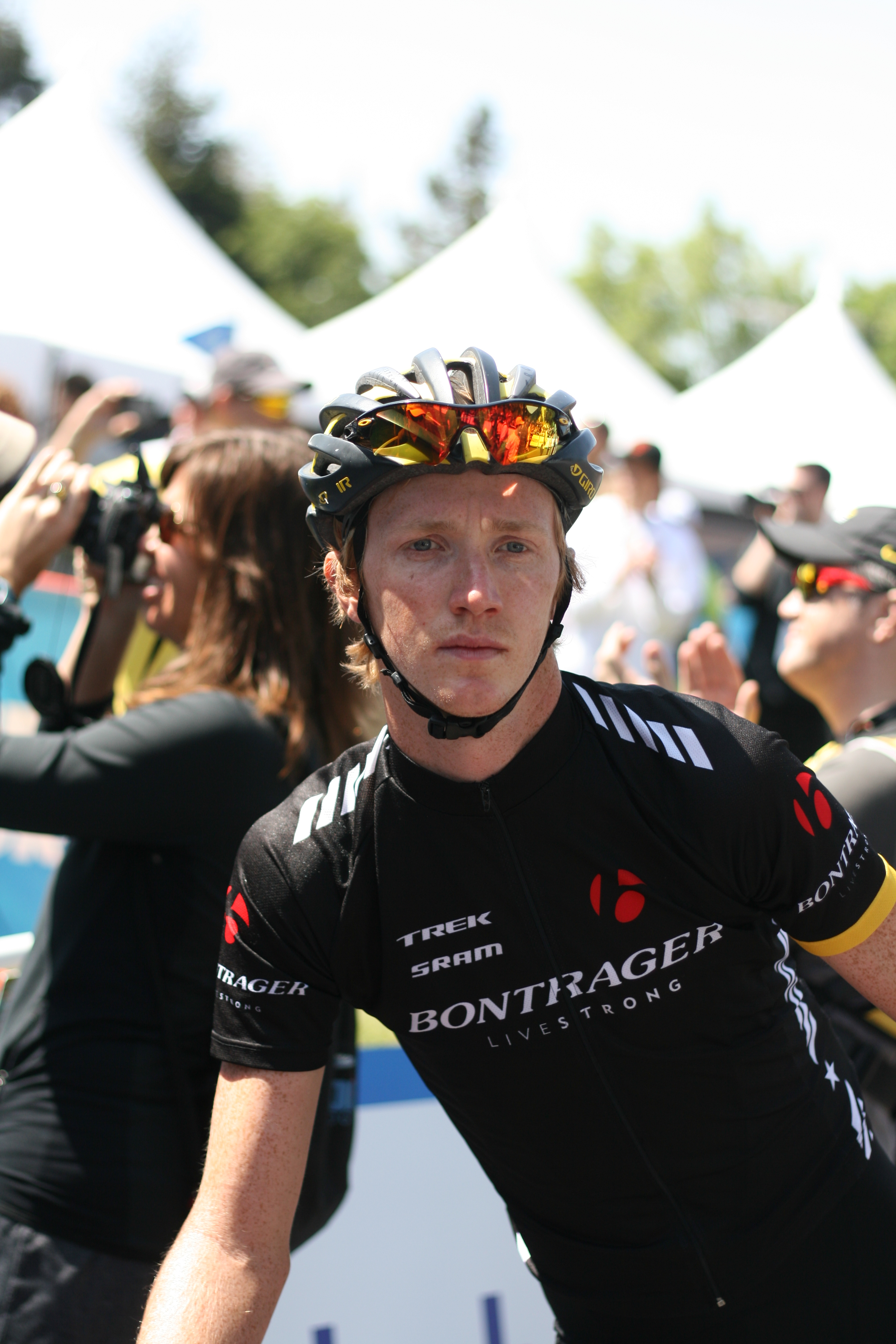
Ian Boswell avec le maillot de l'équipe en 2012

Créée en 2009 par l’ancien coureur américain Lance Armstrong et son entourage, l'équipe Trek Livestrong est alors la propriété de la société de management sportif et de divertissement Capital Sports & Entertainment (CSE). CSE est dirigée par Bill Stapleton, qui l'a fondée en 1998, et Bart Knaggs, qui l'a rejoint en 2001, et qui devient le manager général de l'équipe Trek Livestrong. Définie comme l'équipe satellite de l'équipe RadioShack, Trek Livestrong engage des coureurs de moins de 23 ans, afin de développer la prochaine génération du cyclisme d'élite. Afin d'y parvenir, ils recrutent des jeunes talents du monde entier venant des catégories junior, comme l'espoir américain Taylor Phinney champion du monde du contre-la-montre juniors, Benjamin King champion des États-Unis sur route junior et les deux jeunes pistards néo-zélandais médaillés de bronze de la poursuite par équipes à Pékin Jesse Sergent et Sam Bewley.
Ses deux principaux sponsors sont la société américaine de vente de vélos et de composants de vélos Trek Bicycle, qui est le sponsor personnel de Lance Armstrong et s'est engagé pour 3,75 millions de dollars avec la RadioShack, et la fondation à but non lucratif de Lance Armstrong Livestrong. Parmi les autres sponsors, la société de vente de produits et de composants d'électronique RadioShack, également sponsor principal de l'équipe RadioShack. Le constructeur automobile Nissan fournit à l'équipe ses véhicules et l'équipementier Bontrager, également sponsor de la nouvelle équipe RadioShack-Nissan, qui fournit vêtements et chaussures.
En 2011, Taylor Phinney, son coureur phare, décide de rejoint l'équipe concurrente BMC Racing plutôt que RadioShack, provoquant la colère des dirigeants chez Trek.
À partir de 2012, Bontrager devient le sponsor principal avec Livestrong pour former l'équipe Bontrager Livestrong. Elle est désormais séparée de l'équipe RadioShack, devenue RadioShack-Trek, et dotée de sa propre équipe réserve.
En 2014, Bissell s'engage comme sponsor principal et Axel Merckx devient propriétaire de l'équipe,.
En 2015, l'équipe est renommée Axeon et est financée par six sponsors :  Atlantech, Bissell, Cipollini, SRAM, l'American Proficiency Institute et NEON Adventures. Axeon est la contraction du prénom d'Axel Merckx  et de Néon, un groupe d’investissement britannique dont il est le propriétaire depuis 2014. L'année suivante, Hagens Berman, patron d’un cabinet d’avocats de Seattle rejoint l'équipe en tant que co-sponsor.
La saison 2017 de l'équipe est marquée par la mort de Chad Young. Le coureur américain de à 21 ans a perdu la vie le 28 avril après être tombé cinq jours plus tôt sur le Tour of the Gila.
En 2018, l'équipe obtient une licence d'équipe continentale professionnelle, ce qui lui permet de bénéficier de wild-card pour participer aux courses du World Tour, notamment le Tour de Californie. En 2020, la formation redevient une équipe continentale.
Lors de la saison 2025, Hagens Berman Jayco devient l'equipe réserve de la formation World Tour Jayco AlUla et change de nationalité pour courir sous licence australienne.

## Principales victoires

### Compétitions internationales
Championnats du monde
- Poursuite individuelle : 2009 et 2010 (Taylor Phinney)

Championnats d'Europe
- Contre-la-montre espoirs : 2010 (Alex Dowsett)

### Courses d'un jour
- Paris-Roubaix espoirs : 2009 et 2010 (Taylor Phinney)
- Liège-Bastogne-Liège espoirs : 2016 (Logan Owen), 2018 (João Almeida) et 2019 (Kevin Vermaerke)
- Trofeo Piva : 2016 (Tao Geoghegan Hart)
- Gran Premio Palio del Recioto : 2017 (Neilson Powless)
- Dorpenomloop Rucphen : 2018 (Mikkel Bjerg)
- Gylne Gutuer : 2018 (Jasper Philipsen)
- Hafjell TT : 2019 (Mikkel Bjerg)
- Chrono Champenois Masculin International : 2019 (Mikkel Bjerg)
- Classica da Arrabida-Cyclin'Portugal : 2021 (Sean Quinn)

### Courses par étapes
- Olympia's Tour : 2010 (Taylor Phinney)
- Tour de Southland : 2011 (Josh Atkins) et 2013 (James Oram)
- Tour de Beauce : 2013 (Nathan Brown) et 2016 (Gregory Daniel)
- Tour de l'Alentejo : 2013 (Jasper Stuyven)
- Tour de la Costa Vicentina : 2015 (Ruben Guerreiro)
- Joe Martin Stage Race : 2016 (Neilson Powless)
- Tour de Bretagne : 2016 (Adrien Costa)
- Circuit des Ardennes : 2017 (Jhonatan Narváez)
- Triptyque des Monts et Châteaux : 2018 (Jasper Philipsen) et 2019 (Mikkel Bjerg)
- Istrian Spring Trophy : 2022 (Matthew Riccitello)
- Tour d'Italie espoirs : 2022 (Leo Hayter)
- Tour international de Rhodes : 2023 (António Morgado)
- Tour de la Vallée d'Aoste : 2023 (Darren Rafferty)

### Championnats nationaux
- Championnats d'Australie sur route : 1
  - Course en ligne espoirs : 2020 (Jarrad Drizners)
- Championnats des États-Unis sur route : 17
  - Course en ligne : 2010 (Benjamin King), 2016 (Gregory Daniel) et 2018 (Johnny Brown)
  - Contre-la-montre : 2010 (Taylor Phinney) et 2019 (Ian Garrison)
  - Course en ligne espoirs : 2010 (Benjamin King), 2013 et 2014 (Tanner Putt), 2015 (Keegan Swirbul) et 2016 (Geoffrey Curran)
  - Contre-la-montre espoirs : 2011 et 2013 (Nathan Brown), 2015 (Daniel Eaton), 2016 (Geoffrey Curran), 2019 (Ian Garrison), 2021 (Michael Garrison) et 2024 (Artem Shmidt)
- Championnats de Grande-Bretagne sur route : 1
  - Course en ligne espoirs : 2016 (Tao Geoghegan Hart)
- Championnats d'Irlande sur route : 3
  - Contre-la-montre espoirs : 2016 (Edward Dunbar), 2023 et 2024 (Darren Rafferty)
- Championnats de Lettonie sur route : 3
  - Course en ligne espoirs : 2016 (Krists Neilands)
  - Contre-la-montre espoirs : 2013 (Andžs Flaksis) et 2016 (Krists Neilands)
- Championnats de Nouvelle-Zélande sur route : 3
  - Course en ligne espoirs : 2011 (Michael Vink) et 2013 (James Oram)
  - Contre-la-montre espoirs : 2015 (James Oram)
- Championnats du Portugal sur route : 6
  - Course en ligne espoirs : 2016 (Ruben Guerreiro), 2018 (Rui Oliveira) et 2023 (Gonçalo Tavares)
  - Contre-la-montre espoirs : 2018 (Ivo Oliveira), 2023 (António Morgado) et 2024 (Gonçalo Tavares)

## Classements UCI
L'équipe participe aux épreuves des circuits continentaux et principalement les courses du calendrier de l'UCI America Tour. Les tableaux ci-dessous présentent les classements de l'équipe sur les circuits, ainsi que son meilleur coureur au classement individuel.
UCI America Tour
| UCI America Tour | UCI America Tour       | UCI America Tour                          | UCI America Tour |
| Année            | Classement par équipes | Meilleur coureur au classement individuel |                  |
| ---------------- | ---------------------- | ----------------------------------------- | ---------------- |
| 2009             | 27e                    | Bjorn Selander (132e)                     |                  |
| 2010             | 21e                    | Benjamin King (109e)                      |                  |
| 2011             | 20e                    | Carter Jones (122e)                       |                  |
| 2012             | 11e                    | Joe Dombrowski (17e)                      |                  |
| 2013             | 7e                     | Nathan Brown (36e)                        |                  |
| 2014             | 16e                    | Ruben Zepuntke (45e)                      |                  |
| 2015             | 16e                    | Logan Owen (86e)                          |                  |
| 2016             | 3e                     | Adrien Costa (21e)                        |                  |
| 2017             | 10e                    | Neilson Powless (13e)                     |                  |
| 2018             | 17e                    | Jonny Brown (29e)                         |                  |
| 2019             | 4e                     | Ian Garrison (44e)                        |                  |
| 2020             | 4e                     | Kevin Vermaerke (106e)                    |                  |
| 2021             | 8e                     | Sean Quinn (53e)                          |                  |
| 2022             | 5e                     | Matthew Riccitello (98e)                  |                  |
| 2023             | 4e                     | -                                         |                  |
|                  |                        |                                           |                  |
| Source : UCI     |                        |                                           |                  |

UCI Asia Tour
| UCI Asia Tour | UCI Asia Tour          | UCI Asia Tour                             | UCI Asia Tour |
| Année         | Classement par équipes | Meilleur coureur au classement individuel |               |
| ------------- | ---------------------- | ----------------------------------------- | ------------- |
| 2009          | 49e                    | Ryohei Komori (218e)                      |               |
| 2016          | 41e                    | Neilson Powless (180e)                    |               |
|               |                        |                                           |               |
| Source : UCI  |                        |                                           |               |

UCI Europe Tour
| UCI Europe Tour | UCI Europe Tour        | UCI Europe Tour                           | UCI Europe Tour |
| Année           | Classement par équipes | Meilleur coureur au classement individuel |                 |
| --------------- | ---------------------- | ----------------------------------------- | --------------- |
| 2009            | 87e                    | Taylor Phinney (199e)                     |                 |
| 2010            | 43e                    | Taylor Phinney (43e)                      |                 |
| 2011            | 67e                    | Joe Dombrowski (236e)                     |                 |
| 2012            | 72e                    | Joe Dombrowski (238e)                     |                 |
| 2013            | 53e                    | Jasper Stuyven (107e)                     |                 |
| 2014            | 111e                   | Tao Geoghegan Hart (524e)                 |                 |
| 2015            | 83e                    | Ruben Guerreiro (288e)                    |                 |
| 2016            | 35e                    | Tao Geoghegan Hart (174e)                 |                 |
| 2017            | 27e                    | Christopher Lawless (150e)                |                 |
| 2018            | 19e                    | Jasper Philipsen (40e)                    |                 |
| 2019            | -                      | Mikkel Bjerg (134e)                       |                 |
| 2020            | -                      | André Carvalho (817e)                     |                 |
| 2021            | -                      | Pedro Andrade (754e)                      |                 |
| 2022            | -                      | Leo Hayter (294e)                         |                 |
|                 |                        |                                           |                 |
| Source : UCI    |                        |                                           |                 |

UCI Oceania Tour
| UCI Oceania Tour | UCI Oceania Tour       | UCI Oceania Tour                          | UCI Oceania Tour |
| Année            | Classement par équipes | Meilleur coureur au classement individuel |                  |
| ---------------- | ---------------------- | ----------------------------------------- | ---------------- |
| 2009             | 24e                    | Jesse Sergent (67e)                       |                  |
| 2010             | 9e                     | Taylor Phinney (10e)                      |                  |
| 2011             | 3e                     | George Bennett (3e)                       |                  |
| 2012             | 14e                    | Josh Atkins (25e)                         |                  |
| 2013             | 5e                     | James Oram (12e)                          |                  |
| 2014             | 6e                     | James Oram (5e)                           |                  |
| 2015             | 4e                     | James Oram (7e)                           |                  |
| 2019             | -                      | Michael Rice (126e)                       |                  |
| 2020             | -                      | Jarrad Drizners (32e)                     |                  |
| 2021             | -                      | Jarrad Drizners (50e)                     |                  |
|                  |                        |                                           |                  |
| Source : UCI     |                        |                                           |                  |

Depuis 2016, l'équipe est également classée au Classement mondial UCI qui prend en compte toutes les épreuves UCI et concerne toutes les équipes UCI.
| Classement mondial | Classement mondial     | Classement mondial                        | Classement mondial |
| Année              | Classement par équipes | Meilleur coureur au classement individuel |                    |
| ------------------ | ---------------------- | ----------------------------------------- | ------------------ |
| 2016               | -                      | Adrien Costa (196e)                       |                    |
| 2017               | -                      | Neilson Powless (249e)                    |                    |
| 2018               | -                      | Jasper Philipsen (145e)                   |                    |
| 2019               | 52e                    | Mikkel Bjerg (162e)                       |                    |
| 2020               | 88e                    | Jarrad Drizners (480e)                    |                    |
| 2021               | 88e                    | Sean Quinn (521e)                         |                    |
| 2022               | 76e                    | Leo Hayter (367e)                         |                    |
| 2023               | 61e                    | António Morgado (293e)                    |                    |
| 2024               | 117e                   | Adam Rafferty (935e)                      |                    |
|                    |                        |                                           |                    |
| Source : UCI       |                        |                                           |                    |

## Hagens Berman Jayco en 2025
Effectif
| Effectif 2025                         | Effectif 2025     | Effectif 2025       | Effectif 2025                                 |
| Cycliste                              | Date de naissance | Pays                | Équipe précédente                             |
| ------------------------------------- | ----------------- | ------------------- | --------------------------------------------- |
| Evan Boyle                            | 27 juin 2004      | États-Unis          | Aevolo (2023)                                 |
| Matthew Cole                          | 12 janvier 2005   | Royaume-Uni         |                                               |
| William Eaves                         | 2 juillet 2004    | Australie           | ARA-Skip Capital (2023)                       |
| Daniel Filipe Vieira                  | 2 juillet 2006    | Portugal            |                                               |
| Wil Holmes                            | 20 février 2006   | Australie           | Academy Région Sud p/b Giant (2024)           |
| Carl Emil Just Pedersen               | 16 janvier 2006   | Royaume du Danemark | CeramicSpeed Herning CK Junior (2024)         |
| Jesse Kramer                          | 19 octobre 2003   | Pays-Bas            | Team Visma \| Lease a Bike Development (2024) |
| Hamish McKenzie                       | 13 septembre 2004 | Australie           | ARA-Skip Capital (2023)                       |
| Darren Parham                         | 12 avril 2005     | États-Unis          |                                               |
| Samuele Privitera (1 janv.–16 juill.) | 4 octobre 2005    | Italie              |                                               |
| Adam Rafferty                         | 4 octobre 2005    | Irlande             |                                               |
| Mattia Sambinello                     | 3 novembre 2005   | Italie              |                                               |
| Rubén Sánchez Córdoba                 | 2006              | Espagne             |                                               |
| Gonçalo Tavares                       | 27 août 2004      | Portugal            |                                               |
| Ben Wiggins                           | 26 mars 2005      | Royaume-Uni         | Fensham Howes-MAS Design (2023)               |
|                                       |                   |                     |                                               |
| Source : ProCyclingStats              |                   |                     |                                               |

Victoires
| Victoires | Victoires | Victoires | Victoires | Victoires | Victoires |
| Date      | Course    | Pays      | Classe    | Vainqueur |           |
| --------- | --------- | --------- | --------- | --------- | --------- |

## Saisons précédentes
- Axeon en 2015
- Axeon-Hagens Berman en 2016
- Axeon-Hagens Berman en 2017
- Hagens Berman Axeon en 2018
- Hagens Berman Axeon en 2019